# Турсункулова, Нигора Акмаловна
Нигора Акмаловна Турсункулова (узб. Nigora Tursunkulova; 4 апреля 1999 года, Джизак, Джизакская область, Узбекистан) — узбекская тхэквондистка, член сборной Узбекистана. В 2016 году на Чемпионате Азии по тхэквондо завоевала бронзу, а в 2018 году золотую медаль. В 2018 году выиграла бронзу на Летних Азиатских играх. В 2019 году выиграла серебряную медаль на Всемирных армейских играх, а также завоевала бронзу на этапе в Тиба Гран-при мира по тхэквондо.

## Карьера
В 2016 году Турсункулова на Чемпионате Азии по тхэквондо в Маниле (Филиппины) завоевала бронзовую медаль, проиграв в полуфинале вьетнамской спортсменке Ха Тхи Нгуен.
В 2016 году принимала участие в XXXI Летних Олимпийских играх в Рио-де- Жанейро, но в четвертьфинале проиграла азербайджанке Фариде Азизовой.
В 2018 году Нигора Турсункулова выиграла бронзовую медаль в весовой категории до 67 кг на Летних Азиатских играх 2018 года, которые проходили в Джакарте (Индонезия). В Полуфинале она уступила южнокорейской спортсменке Ким Джан-Ди. В этом же году в финале Чемпионата Азии по тхэквондо в Хошинмине (Вьетнам) оказалась сильнее иорданской спортсменке Джулианы Аль-Садик и завоевала золотую медаль.
В 2019 году выиграла серебряную медаль на Всемирных армейских играх в весовой категории до 67 кг, которые проходили в Ухане (Китай). В финале она уступила китаянке Чжан Мэнюй. В этом же году на Гран-при мира по тхэквондо на этапе в Тиба (Япония) в полуфинале в весовой категории до 67 кг уступила француженке Магда Вит-Энен и тем самым завоевала бронзовую медаль.
В 2021 году на Лицензионном турнире по тхэквондо для спортсменов Азиатского континента, который проходил в Аммане (Иордания), смогла получить лицензию на Летние Олимпийские игры 2020.
На открытие XXXII Летних Олимпийских играх 2020 в Токио (Япония) вместе с боксёром Баходиром Жалоловым была знаменосцем сборной Узбекистана. На играх в Токио выступила в весовой категории до 67 кг и в 1/8 финала встретилась с китаянкой Чжан Мэнъюй, уступив со счётом 9:12.